# 富士高實業
富士高實業控股有限公司，簡稱富士高實業控股，以及富士高實業（英語：FUJIKON INDUSTRIAL HOLDINGS LIMITED，港交所：0927），則在1982年由楊志雄（董事會主席）、源而細（聯席副主席），以及周文仁（聯席副主席）共同創立，名為「富士高實業有限公司」。
現時業務在全球經營設計、製造、推廣及買賣電聲產品及配件，除此之外，還經營投資控股及製造及買賣精密五金配件，股份則在2000年4月11日於香港交易所主板上市。
總部位於香港新界沙田鄉事會路138號新城市中央廣場第1座16樓。

## 連結
- Fujikon.com （页面存档备份，存于）